# Karl Heinrich Knappstein

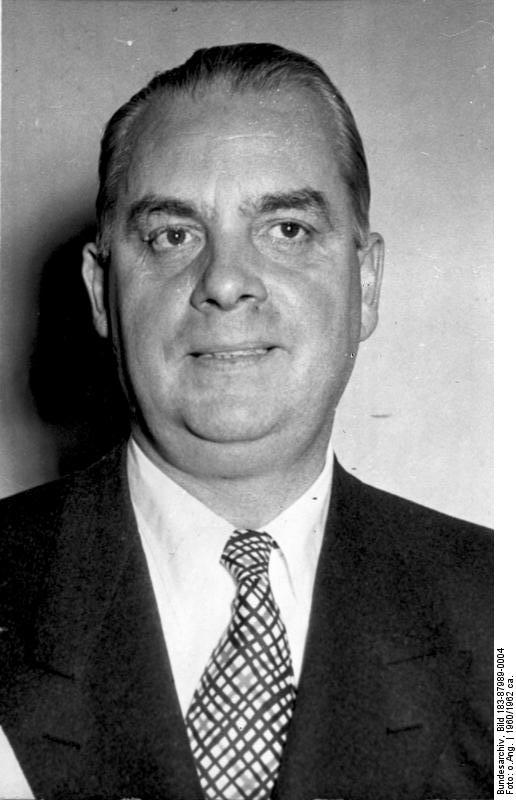
Karl Heinrich Knappstein (1960)

Karl Heinrich Knappstein (* 15. April 1906 in Bochum; † 6. Mai 1989 in Bad Homburg vor der Höhe) war ein deutscher Journalist und Diplomat.

## Leben
Knappstein studierte Rechtswissenschaft, Volkswirtschaftslehre und Soziologie an den Universitäten Köln, Bonn, Berlin, Genf und Cincinnati (Ohio).
In der Zeit des Nationalsozialismus war er von 1937 bis 1943 Schriftleiter der Frankfurter Societätsdruckerei.
Von 1945 bis 1948 war er als Ministerialdirektor im Hessischen Ministerium für politische Befreiung tätig. Hier war er insbesondere mit Fragen der Entnazifizierung betraut. Von 1948 bis 1950 war er Pressechef des Verwaltungsrates des Vereinigten Wirtschaftsgebietes. Von 1950 bis 1951 war er am deutschen Generalkonsulat in New York beschäftigt und wurde 1951 zum Generalkonsul in Chicago ernannt. 1956 wurde er Botschafter in Madrid (Spanien), von 1958 bis 1960 war er stellvertretender Staatssekretär im Auswärtigen Amt, von 1960 bis 1962 war er Beobachter der Bundesrepublik bei den Vereinten Nationen. Von 1962 bis 1969 war er deutscher Botschafter in Washington D. C. (USA).

## Schriften
- Die versäumte Revolution, in: Die Wandlung, Heft 8, II (1947), S. 661–677